# نمایش کمدی عصر حجر
نمایش کمدی عصر حجر (انگلیسی: The Flintstone Comedy Show) یک مجموعه پویانمایی بر اساس عصر حجر (پویانمایی) اثر هانا باربرا می باشد که از شبکه ان‌بی‌سی در سال های ۱۹۸۰ و ۱۹۸۱ پخش می شد. این برنامه شنبه ها صبح در برنامه کودکان پخش می شد.